# Mandola lobata
Mandola lobata är en insektsart som först beskrevs av M. Firoz Ahmed 1970.  Mandola lobata ingår i släktet Mandola och familjen dvärgstritar. Inga underarter finns listade i Catalogue of Life.